# Terence T. Henricks
Terence Thomas Henricks dit Tom Henricks est un astronaute américain né le 5 juillet 1952.

## Vols réalisés
- 24 novembre 1991 : Atlantis STS-44
- 26 avril 1993 : Columbia STS-55
- 13 juillet 1995 : Discovery STS-70
- 20 juin 1996 : Columbia STS-78